# Одеська операція тралення
Оде́ська опера́ція тра́лення — операція кораблів Чорноморського військово-морського флоту України поблизу м. Одеса у 1918 році.
6 липня 1918 р. адмірал А. Г. Покровський наказав капітану першого рангу О. О. Гадду сформувати бригаду тральщиків.
Після того, наказом по Морському Відомству за ч. 350, був оголошений корабельний та офіцерський склад Одеської бригади тралення, в яку увійшли 2 канонірські човни та 20 тральщиків. Бригада організаційно складалася з трьох дивізіонів: першим командував лейтенант Опанасенко, другим — лейтенант Кривицький, а третім — старший лейтенант Благовещенський.
Старі мінні загородження перестали існувати, і жодне торговельне судно до самого кінця 1918 р. в цьому районі на мінах більше не підірвалося. Після цього, навігаційна комісія змогла налагодити регулярні морські торговельні перевезення між Одесою, Севастополем та Поті.
Ці тралення, до речі, стало першою військовою операцією українського флоту в ХХ столітті.